# 加拿大联邦识别计划

加拿大联邦政府图形标志

加拿大联邦政府签字标志

加拿大的联邦识别计划（英語：Federal Identity Program, 簡稱，簡稱）是加拿大政府倡导的企业识别项目。该项目旨在向公众展示加拿大联邦政府，以及联邦政府和下属机构开展的各种项目和服务。该项目由国库委员会秘书处管理，促进了公众对政府形象的认知。被通常使用的形式包括图形标志、标语等。除了少部分国库委员会秘书处特别许可的机构（例如加拿大軍隊），大多数加拿大政府机构都使用符合标准的标志。